# Malinowszczyzna (obwód miński)
Malinowszczyzna (biał. Маліноўшчына; ros. Малиновщина) – wieś na Białorusi, w rejonie mołodeckim obwodu mińskiego, około 11 km na zachód od Mołodeczna.

## Historia
Majątek ten wchodził w skład dóbr Lebiedziew należących do kniaziów Holszańskich, a później Radziwiłłów. W 1702 roku wydzielony z tych dóbr majątek kupił Klemens Świętorzecki herbu Trąby. Przekazał go swemu synowi Tadeuszowi, po którym tutejszym dziedzicem był syn Tadeusza, Jakub, a po nim (prawdopodobnie brat Jakuba) Stanisław (1792–1838). Ożenił się on ze swą kuzynką Justyną Świętorzecką (1793–?), dokupił w 1826 roku folwarki Wysokowszczyzna i Usza. Mieli córkę Brygidę (1825–?), która wyszła za Tomasza Zana, oraz synów Mieczysława i Michała (1837–1891, urodził się i zmarł w Malinowszczyźnie). Michał, odziedziczywszy majątek, uprzemysłowił go, budując tu m.in. tartak, browar, gorzelnię, pierwszą w okolicy krochmalnię, fabrykę drożdży, kościarnię (fabrykę mąki kostnej) i sieczkarnię, wszystko poruszane wspólnym motorem parowym. Kolejnym właścicielem dóbr był syn Michała, Bolesław (1874–1938), a ostatnim – syn Bolesława, Zygmunt (1911–1964). 
W wyniku reformy administracyjnej w latach 1565–1566 Malinowszczyzna weszła w skład powiatu oszmiańskiego województwa wileńskiego Rzeczypospolitej. Po II rozbiorze Polski w 1793 roku miejscowość znalazła się na terenie powiatu oszmiańskiego (ujezdu) guberni wileńskiej. W 1897 roku znaczna część majątku leżała na terenie ujezdu wilejskiego tejże guberni. Po ustabilizowaniu się granicy polsko-radzieckiej w 1922 roku Malinowszczyzna wróciła do Polski, należała do gminy Lebiedziewo w powiecie wilejskim województwa wileńskiego. W 1926 roku gmina ta znalazła się w powiecie mołodeckim w tymże województwie, od 1945 roku – w ZSRR, od 1991 roku – na terenie Republiki Białorusi.
Około 1885 roku Malinowszczyzna liczyła 89 mieszkańców.
Według Powszechnego Spisu Ludności z 1921 roku zamieszkiwało tu 111 osób, 52 były wyznania rzymskokatolickiego, 58 prawosławnego a 1 ewangelickiego. Jednocześnie 28 mieszkańców zadeklarowało polską, 82 białoruską a 1 niemiecką przynależność narodową. Było tu 9 budynków mieszkalnych. W 1931 w 10 domach zamieszkiwało 118 osób.
Wierni należeli do parafii rzymskokatolickiej i prawosławnej w Lebiedziewie. Miejscowość podlegała pod Sąd Grodzki w Mołodecznie i Okręgowy w Wilnie; właściwy urząd pocztowy mieścił się w Lebiedziewie.
W wyniku napaści ZSRR na Polskę we wrześniu 1939 miejscowość znalazła się pod okupacją sowiecką. 2 listopada została włączona do Białoruskiej SRR. Od czerwca 1941 roku pod okupacją niemiecką. W 1944 miejscowość została ponownie zajęta przez wojska sowieckie i włączona do Białoruskiej SRR.
w 2009 roku – 282.
W Malinowszczyźnie urodził się Józef Trypućko.

## Nieistniejący dwór Świętorzeckich
Tutejszy dwór, istniejący do co najmniej 1939 roku, był wzniesiony prawdopodobnie przez Stanisława Świętorzeckiego w latach 20. lub 30. XIX wieku. Był to parterowy, drewniany dom wybudowany na planie czworokąta, o jedenastoosiowej elewacji frontowej, w środku której znajdował się ganek, którego trójkątny szczyt był wsparty na dwóch parach kolumn. Ganek służył również jako letni salon i dlatego był w większej części oszklony. Od strony ogrodu przy domu była naturalna terasa na całej jego długości, z klombem róż pośrodku i rabatami po bokach, odgrodzona balustradą od reszty opadającego ogrodu. Dom był przykryty wysokim, gładkim, czterospadowym dachem pokrytym gontem.
Wnętrze miało układ dwutraktowy, większość pomieszczeń reprezentacyjnych znajdowała się od strony podjazdu: duży salon, czytelnia, pokój jadalny w amfiladzie. Na ścianach wisiały cenne obrazy, m.in. kilka obrazów Leona Wyczółkowskiego, który był przyjacielem rodziny.
Dwór otaczał wielki park krajobrazowy, założony przez Justynę Świętorzecką, powiększony w latach 1900–1913 do 10 hektarów, cały majątek w 1939 roku miał powierzchnię 1500 ha, w 1897 roku majątek liczył jeszcze 2200 dziesięcin. 
W czasie I wojny światowej dom został zdewastowany, pozostały tylko gołe ściany. Groby w kaplicy sprofanowano. Rodzina Świętorzeckich wielkim wysiłkiem doprowadziła po wojnie dom do stanu sprzed 1914 roku. Po 1939 roku dwór został zniszczony i rozebrany. Pozostały resztki parku i kilka zabudowań gospodarczych.

## Zachowane pozostałości folwarku
Wśród zachowanych zabudowań znajdują się:
- Oficyna („kuchnia”) – duży, prostokątny budynek stojący po lewej stronie dworu. Ma grube mury z cegły, od frontu – otwory okienne i drzwiowe zamknięte ostrymi łukami, od tyłu i po bokach obramowane półkolumnami. Strych, doświetlony trzema okulusami był używany jako pralnia i mieszkanie kucharza. Obecnie ruina[2][5][6][15][16].
- Kaplica domowa (mauzoleum nadgrobne[4]) w kształcie wysokiej piramidy: przykrytej czterospadowym dachem aż do ziemi, zwieńczonej żeliwnym krzyżem. Według tradycji została wybudowana według projektu architektów włoskich przybyłych tu z armią Napoleona, w latach 1820–1825 (według innych źródeł[5][6] była zbudowana w 1898 roku). W podziemiach kaplicy pochowano ponad 20 osób z rodziny Świętorzeckich, poczynając od Jakuba. W pobliżu, na skraju parku, wznosił się również krzyż na grobie nieznanego żołnierza z czasów wojny polsko-bolszewickiej. Obecnie piramida kaplicy stoi na terenie gorzelni[2][15][16].
- Poniżej trawnika z tyłu domu wśród starodrzewia wystawiono w 1912 roku na grobie Michała Świętorzeckiego pamiątkowy obelisk, który zachował się do dziś. Obelisk stoi już za rzeczką, która przepływa przez park, przez rzeczkę przerzucono trzy mostki[2][5][6].

Majątek Malinowszczyzna został opisany w 4. tomie Dziejów rezydencji na dawnych kresach Rzeczypospolitej Romana Aftanazego.

## Galeria

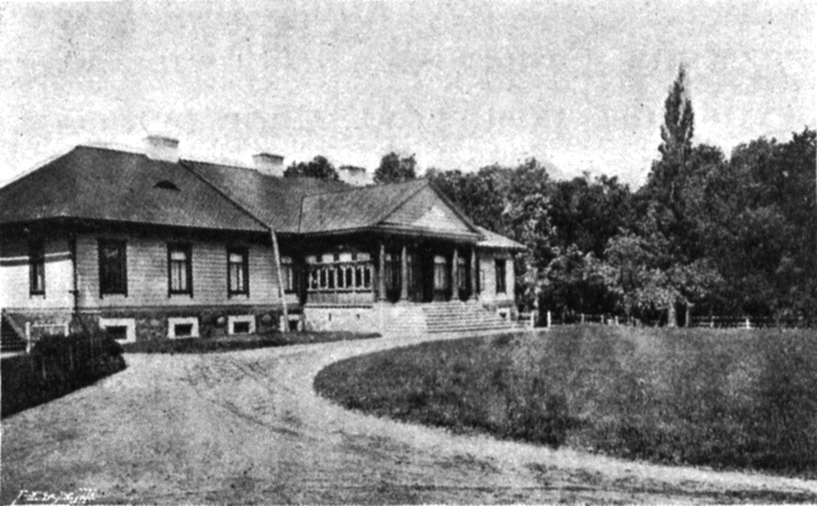
Dwór Świętorzeckich (1897)
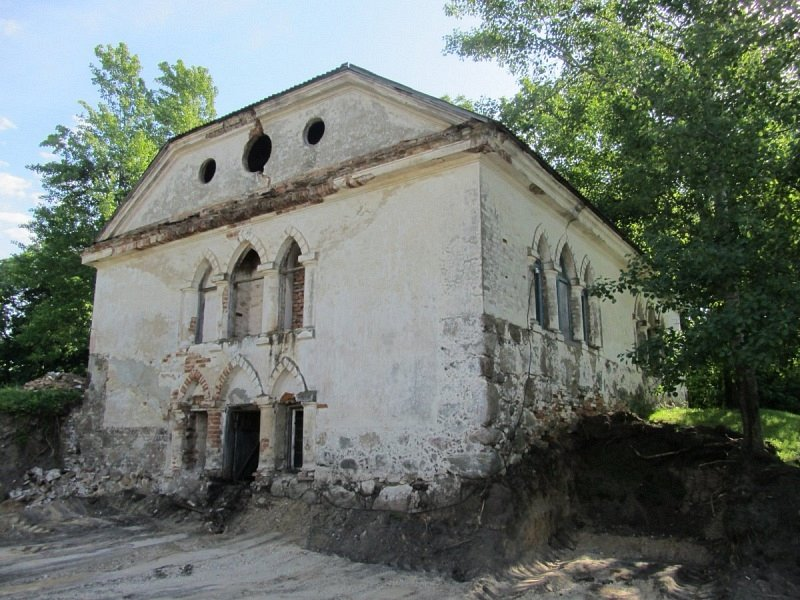
Oficyna (2015)
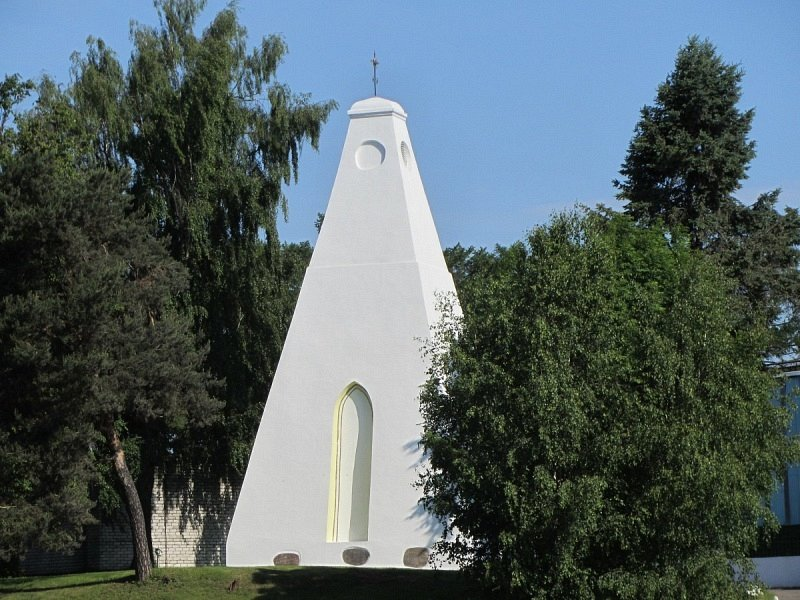
Kaplica (2015)
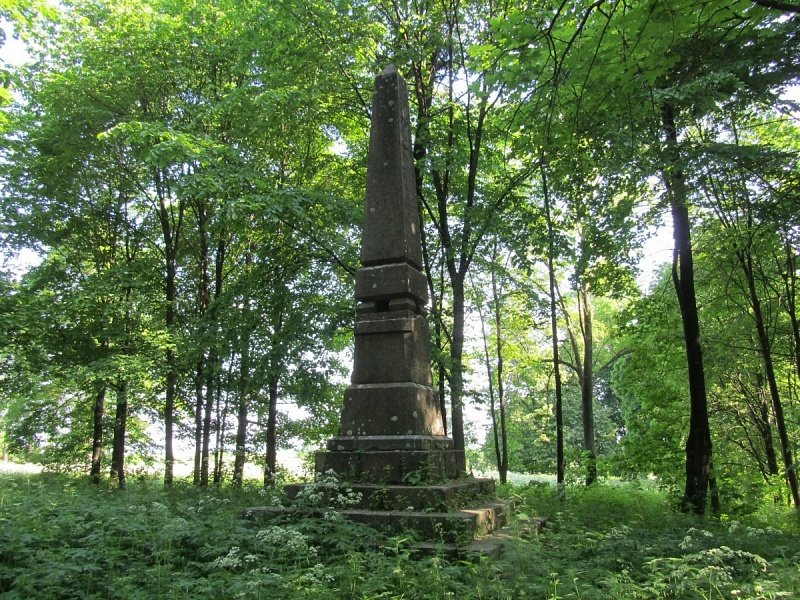
Obelisk na grobie Michała Świętorzeckiego (2015)